# Chiesa di San Rocco (Darfo Boario Terme)
La chiesa di San Rocco è la parrocchiale di Erbanno, frazione di Darfo Boario Terme, in provincia e diocesi di Brescia; fa parte del zona pastorale della Bassa Val Camonica.

## Storia
Nel Trecento Erbanno divenne sede parrocchiale con la chiesa di San Martino smembrandosi da quella di Santo Stefano di Rogno, per essere poi spostata nella chiesa dedicata a san Rocco posta più centrale all'antico borgo. La chiesa fu costruita nella nuova forma nel Cinquecento, sopra un antico luogo di culto di piccole dimensioni. Nel 1567 è documentata la presenza di tre altari ed era sicuramente terminata nel 1573 quando risulta che vi si celebravano le funzioni domenicali e le festività liturgiche solenni, e pur non essendo ancora parrocchiale, ne faceva le funzioni essendo quella di San Martino posta troppo lontana. La chiesa non fu subito scelta come sede parrocchiale, vi era infatti volontà sia di san Carlo Borromeo, arcivescovo di Milano, che di altre autorità ecclesiastiche, di concedere il titolo alla chiesa di Santa Maria in Restello, ma la comunità dei fedeli scelse quella più accessibile.
L'ultimazione della chiesa con gli arredi richiese molti anni, il nuovo altare maggiore fu posto nel 1651., mentre il portale fu posto nel 1780. I decori furono realizzati nell'Ottocento come completamento dell'edificio. 
Nel XX secolo furono eseguiti lavori di mantenimento, con il restauro della facciata negli anni ottanta.

## Descrizione

### Esterno
La chiesa è anticipata da un sagrato poligonale a cui si accede da un'ampia gradinata. Il fronte principale è diviso su due ordini da una cornice marcapiano, ed è tripartita da lesene in muratura. Nell'ordine inferiore, sezione centrale, è posto il portale con due colonne in pietra che reggono l'architrave e il timpano semicircolare completo di cimasa dove è posto il simbolo vescovile. La parte superiore ospita un'ampia finestra, atta a illuminare la navata, con contorno modanato. Le sezioni laterali presentano nell'ordine inferiore quattro affreschi inseriti in una cornice modanata. La sezione superiore ospita nelle due nicchie laterali le statue di due santi (San Carlo Borromeo e San Martino). Il fronte termina con una cimasa curvilinea
A fianco della chiesa, sul lato destro, si presenta il campanile, completo di orologio, e diviso da una cornice in due sezioni e terminante con quattro monofore.

### Interno
L'interno a unica navata, presenta altari posti su entrambi i lati, questi conservano opere di importante interesse artistico. Tra queste la pala d'altare del presbiterio raffigurante  Cristo Risorto con san Rocco, san Martino e san Bernardo datato 1651 di Jacopo Barbello, e altre tele raffiguranti San Giovanni Battista e la Morte di San Giuseppe. L'aula è affrescata da Giacomo Grigolli, e da Vincenzo Angelo Orelli nel 1810. Molte sono gli affreschi dell'artista: la volta presbiterale con le immagini della Santissima Trinità, san Rocco in gloria, titolare della chiesa, e gli evangelisti, nella volta della parte sinistra le raffigurazioni della Madonna Assunta, san Rocco e di torrori della chiesa: sant'Agostino, san Gerolamo, sant'Ambrogio e Gregorio Magno, e la riproduzione di un antico dipinto presente nel santuario di san Valentino con le immagini della deposizione, san Valentino sacerdote, san Carlo Borromeo e santa Eurosia. Queste opere furono poi restaurate nel Novecento da Gianni Trainini. Tra le numerose opere vi sono anche le statue forse lavoro del clusonese Giuliano Volpi raffiguranti i santi Giuseppe, Francesco, Valentino e Eurosia.